# Campionati brasiliani di ciclismo su strada
I campionati brasiliani di ciclismo su strada sono la manifestazione annuale di ciclismo su strada che assegna il titolo di Campione del Brasile. I vincitori hanno il diritto di indossare per un anno la maglia di campione brasiliano, come accade per il campione mondiale.

## Campioni in carica
| Uomini Elite | Uomini Elite        | Uomini Elite |
| ------------ | ------------------- | ------------ |
| In linea     | Rodrigo Nascimento  |              |
| Cronometro   | Lauro Chaman        |              |
| Donne Elite  |                     |              |
| In linea     | Danilas Silva       |              |
| Cronometro   | Ana Paula Polegatch |              |

## Albo d'oro

### Titoli maschili
Aggiornato all'edizione 2018.
| Anno | Vincitore               | Secondo                   | Terzo                   |
| ---- | ----------------------- | ------------------------- | ----------------------- |
| 2000 | Glauber de Souza        | Daniel Rogelim            | José dos Santos         |
| 2001 | Daniel Rogelim          | José Aparecido dos Santos | Pedro Romero Dos Santos |
| 2002 | Non organizzata         | Non organizzata           | Non organizzata         |
| 2003 | Junior Quadri Hernandes | Soelito Gohr              | Márcio May              |
| 2004 | Renato Ruiz             | José Aparecido dos Santos | Mauricio Valente        |
| 2005 | Roberson Silva          | Nilceu dos Santos         | Fabiele Dos Santos Mota |
| 2006 | Soelito Gohr            | Renato Seabra             | Tiago Fiorilli          |
| 2007 | Nilceu dos Santos       | Roberto Pinheiro          | Kléber Ramos            |
| 2008 | Valcemar Justino Silva  | Jean Marcel Da Silva      | André Luiz Pulini       |
| 2009 | Alex Arseno             | Flávio Cardoso            | Mauricio Morandi        |
| 2010 | Murilo Fischer          | Armando Camargo           | Magno Nazaret           |
| 2011 | Murilo Fischer          | Cleberson Weber           | Verinaldo Vandeira      |
| 2012 | Otávio Bulgarelli       | Rafael Andriato           | Fabiele Mota            |
| 2013 | Rodrigo Nascimento      | Alex Diniz                | Alan Valencio           |
| 2014 | Antonio Garnero         | Roberto Pinheiro          | Thiago Nardin           |
| 2015 | Everson Camilo          | Jeovane Oliveira          | José Rodríguez          |
| 2016 | Flavio Cardoso Santos   | Kleber Ramos Silva        | Roberto Pinheiro Silva  |
| 2017 | Roberto Pinheiro Silva  | Rodrigo Nascimento        | Caio Godoy              |
| 2018 | Rodrigo Nascimento      | Alessandro Guimarães      | Fernando Finkler        |

| Anno | Vincitore           | Secondo             | Terzo                  |
| ---- | ------------------- | ------------------- | ---------------------- |
| 2000 | Daniel Gonçalves    | Jefferson Misiake   | Tony Azevedo           |
| 2001 | Cássio Freitas      | Márcio May          | Daniel Gonçalves       |
| 2002 | Non organizzata     | Non organizzata     | Non organizzata        |
| 2003 | Luis Tavares Amorim | Márcio May          | Reginaldo Grellman     |
| 2004 | Luis Tavares Amorim | Soelito Gohr        | Elivelton Pedro        |
| 2005 | Pedro Nicácio       | Márcio May          | Luis Tavares Amorim    |
| 2006 | Pedro Nicácio       | Luis Tavares Amorim | Magno Nazaret          |
| 2007 | Pedro Nicácio       | Itamar Calado       | Edson Luiz Corradi     |
| 2008 | Cleberson Weber     | Pedro Nicácio       | Rodrigo Nascimento     |
| 2009 | Rodrigo Nascimento  | Marcos Novello      | Alex Arseno            |
| 2010 | Luis Tavares Amorim | Pedro Nicácio       | Magno Nazaret          |
| 2011 | Magno Nazaret       | Carlos Manarelli    | Rafael Gasparini       |
| 2012 | Luis Tavares Amorim | Patrick Oyakaua     | Flávio Cardoso         |
| 2013 | Luis Tavares Amorim | Magno Nazaret       | Rodrigo Nascimento     |
| 2014 | Pedro Nicácio       | Rodrigo Nascimento  | Luis Tavares Amorim    |
| 2015 | Magno Nazaret       | Marcos Novello      | Rodrigo Nascimento     |
| 2016 | Rodrigo Nascimento  | Marcos Novello      | Roberto Pinheiro Silva |
| 2017 | Magno Nazaret       | Cristian Egídio     | Maurício Knapp         |
| 2018 | Lauro Chaman        | Cristian Egídio     | Flávio Cardoso         |

### Titoli femminili
Aggiornato all'edizione 2019.
| Anno | Vincitore                          | Secondo                            | Terzo                     |
| ---- | ---------------------------------- | ---------------------------------- | ------------------------- |
| 2000 | Carla Camargo Gardenal             | Cleonides Duarte de Lima           | Vera Lang                 |
| 2001 | Carla Camargo Gardenal             | Vera Lang                          | Cleonides Duarte de Lima  |
| 2003 | Uênia Fernandes                    | Maria Luzia Evangelista            | Lair Da Silva Guerra      |
| 2005 | Clemilda Fernandes                 | Luciene Ferreira                   | Patricia Siqueira Moreira |
| 2006 | Erika Fernanda Gramiscelli         | Valquiria Alessandra Bento Pardial | Clemilda Fernandes        |
| 2007 | Valquiria Alessandra Bento Pardial | Janildes Fernandes                 | Luciene Ferreira          |
| 2008 | Clemilda Fernandes                 | Luciene Ferreira                   | Uênia Fernandes           |
| 2009 | Janildes Fernandes                 | Clemilda Fernandes                 | Debora Cristina Gerhard   |
| 2010 | Janildes Fernandes                 | Debora Cristina Gerhard            | Fernanda da Silva         |
| 2011 | Tatiani Cristina Oliveira Lobo     | Janildes Fernandes                 | Luciene Ferreira          |
| 2012 | Luciene Ferreira                   | Camila Coelho Ferreira             | Flávia Oliveira           |
| 2013 | Luciene Ferreira                   | Clemilda Fernandes                 | Flávia Oliveira           |
| 2014 | Márcia Fernandes                   | Flávia Oliveira                    | Luciene Ferreira          |
| 2015 | Clemilda Fernandes                 | Luciene Ferreira                   | Flávia Oliveira           |
| 2016 | Clemilda Fernandes                 | Ana Paula Polegatch                | Taise Maiara Benato       |
| 2017 | Clemilda Fernandes                 | Ana Paula Polegatch                | Márcia Fernandes          |
| 2018 | Flávia Oliveira                    | Tatielle Valadares Souza           | Camila Coelho Ferreira    |
| 2019 | Danilas Silva                      | Flávia Oliveira                    | Cristiane Pereira Silva   |

| Anno | Vincitore                          | Secondo                       | Terzo                              |
| ---- | ---------------------------------- | ----------------------------- | ---------------------------------- |
| 2005 | Camila Pinheiro Monteiro Rodrigues | Luciene Ferreira              | Carla Camargo Gardenal             |
| 2006 | Debora Cristina Gerhard            | Luciene Ferreira              |                                    |
| 2007 | Janildes Fernandes                 | Natalia Santana Lima          | Camila Pinheiro Monteiro Rodrigues |
| 2008 | Camila Pinheiro Monteiro Rodrigues | Aline Fernandes Paiva Paroliz | Janildes Fernandes                 |
| 2009 | Aline Fernandes Paiva Paroliz      | Cristiane Pereira Silva       | Natalia Santana Lima               |
| 2010 | Debora Cristina Gerhard            | Aline Fernandes Paiva Paroliz | Fernanda da Silva                  |
| 2011 | Luciene Ferreira                   | Rosane Kirch                  | Janildes Fernandes                 |
| 2012 | Luciene Ferreira                   | Uênia Fernandes               | Ana Paula Polegatch                |
| 2013 | Clemilda Fernandes                 | Fernanda da Silva             | Luciene Ferreira                   |
| 2014 | Ana Paula Polegatch                | Clemilda Fernandes            | Janildes Fernandes                 |
| 2015 | Daniela Lionco                     | Ana Paula Polegatch           | Flávia Oliveira                    |
| 2016 | Clemilda Fernandes                 | Ana Paula Polegatch           | Cristiane Pereira Silva            |
| 2017 | Ana Paula Polegatch                | Clemilda Fernandes            | Cristiane Pereira Silva            |
| 2018 | Tamires Fanny Radatz               | Ana Paula Polegatch           | Flávia Oliveira                    |
| 2019 | Tamires Fanny Radatz               | Flávia Oliveira               | Ana Paula Polegatch                |